# Ruslan Gaziev
Ruslan Gaziev (Moskou, 16 augustus 1999) is een in Rusland geboren Canadese zwemmer. Hij vertegenwoordigde Canada op de Olympische Zomerspelen 2020 in Tokio.

## Carrière
Bij zijn internationale debuut, op de Gemenebestspelen 2018 in Gold Coast, strandde Gaziev in de halve finales van de 50 meter vrije slag en in de series van de 100 meter vrije slag. Op de 4×100 meter vrije slag eindigde hij samen met Yuri Kisil, Markus Thormeyer en Carson Olafson op de vijfde plaats. Samen met Markus Thormeyer, Eli Wall en Josiah Binnema zwom hij in de series van de 4×100 meter wisselslag, in de finale eindigden Thormeyer, Wall en Binnema samen met Yuri Kisil op de vijfde plaats. Op de Pan-Pacifische kampioenschappen zwemmen 2018 in Tokio werd de Canadees uitgeschakeld in de series van zowel de 50, 100 en 200 meter vrije slag als de 100 meter vlinderslag. Op de 4×100 meter vrije slag eindigde hij samen met Markus Thormeyer, Yuri Kisil en Javier Acevedo op de vierde plaats, samen met Alexander Pratt, Markus Thormeyer en Javier Acevedo eindigde hij als vijfde op de 4×200 meter vrije slag.
Tijdens de Olympische Zomerspelen van 2020 in Tokio zwom hij samen met Brent Hayden, Joshua Liendo en Yuri Kisil in de series, in de finale eindigden Hayden, Liendo en Kisil samen met Markus Thormeyer op de vierde plaats.
In Boedapest nam Gaziev deel aan de wereldkampioenschappen zwemmen 2022. Op dit toernooi strandde hij in de halve finales van de 100 meter vrije slag en in de series van de 200 meter vrije slag. Op de 4×100 meter vrije slag eindigde hij samen met Joshua Liendo, Javier Acevedo en Yuri Kisil op de zesde plaats. Samen met Finlay Knox, Jeremy Bagshaw en Patrick Hussey werd hij uitgeschakeld in de series van de 4×200 meter vrije slag, op de 4×100 meter wisselslag strandde hij samen met Javier Acevedo, James Dergousoff en Joshua Liendo in de series. Samen met Javier Acevedo, Taylor Ruck en Margaret MacNeil zwom hij in de series van de gemengde 4×100 meter vrije slag, in de finale veroverde Acevedo samen met Joshua Liendo, Kayla Sanchez en Penelope Oleksiak de zilveren medaille. Voor zijn aandeel in de series van de gemengde estafette ontving Gaziev eveneens de zilveren medaille. Op de Gemenebestspelen 2022 in Birmingham eindigde de Canadees als vierde op de 100 meter vrije slag, op de 200 meter vrije slag werd hij uitgeschakeld in de series. Op de 4×100 meter vrije slag behaalde hij samen met Joshua Liendo, Finlay Knox en Javier Acevedo de bronzen medaille, samen met Finlay Knox, Jeremy Bagshaw en Javier Acevedo eindigde hij als vijfde op de 4×200 meter vrije slag. Op de gemengde 4×100 meter wisselslag sleepte hij samen met Kylie Masse, James Dergousoff en Margaret MacNeil de zilveren medaille in de wacht. Samen met Stephen Calkins, Ella Jansen en Mary-Sophie Harvey zwom hij in de series van de gemengde 4×100 meter vrije slag, in de finale legden Javier Acevedo, Joshua Liendo, Rebecca Smith en Margaret MacNeil beslag op de bronzen medaille. Voor zijn aandeel in de series van de laatste werd Gaziev beloond met de bronzen medaille.

## Internationale toernooien
| Jaar | Olympische Spelen                         | WK langebaan | WK kortebaan                              | PanPacs | Gemenebestspelen | Pan-Ams       |
| ---- | ----------------------------------------- | --- | ----------------------------------------- | --- | --- | ------------- |
| 2018 |                                           | | geen deelname                             | 17e 50m vrije slag 23e 100m vrije slag 24e 200m vrije slag 21e 100m vlinderslag 4e 4×100m vrije slag 5e 4×200m vrije slag | 14e 50m vrije slag 19e 100m vrije slag 5e 4×100m vrije slag 5e 4×100m wisselslag Gaziev zwom enkel de series                                                              |               |
| 2019 |                                           | geen deelname |                                           | | | geen deelname |
| 2020 | Geen toernooien vanwege de coronapandemie | Geen toernooien vanwege de coronapandemie | Geen toernooien vanwege de coronapandemie | Geen toernooien vanwege de coronapandemie                                                                                 | Geen toernooien vanwege de coronapandemie |               |
| 2021 | 4e 4×100m vrije slag                      | | geen deelname                             | | |               |
| 2022 |                                           | 16e 100m vrije slag · 25e 200m vrije slag · 6e 4×100m vrije slag · 11e 4×200m vrije slag · 11e 4×100m wisselslag · 4×100m vrije slag gemengd · Gaziev zwom enkel de series | 13-18 december                            | | 4e 100m vrije slag · 10e 200m vrije slag · 4×100m vrije slag · 5e 4×200m vrije slag · 4×100m vrije slag gemengd · Gaziev zwom enkel de series · 4×100m wisselslag gemengd |               |

## Persoonlijke records
Bijgewerkt tot en met 8 april 2022
Kortebaan
| Afstand         | Tijd    | Datum            | Plaats   |
| --------------- | ------- | ---------------- | -------- |
| 100m vrije slag | 48,38   | 14 december 2019 | Winnipeg |
| 200m vrije slag | 1.47,26 | 15 december 2017 | Toronto  |

Langebaan
| Afstand         | Tijd    | Datum        | Plaats   |
| --------------- | ------- | ------------ | -------- |
| 100m vrije slag | 48,41   | 8 april 2022 | Victoria |
| 200m vrije slag | 1.47,44 | 7 april 2022 | Victoria |